# Васильев, Владимир Васильевич (яхтсмен)

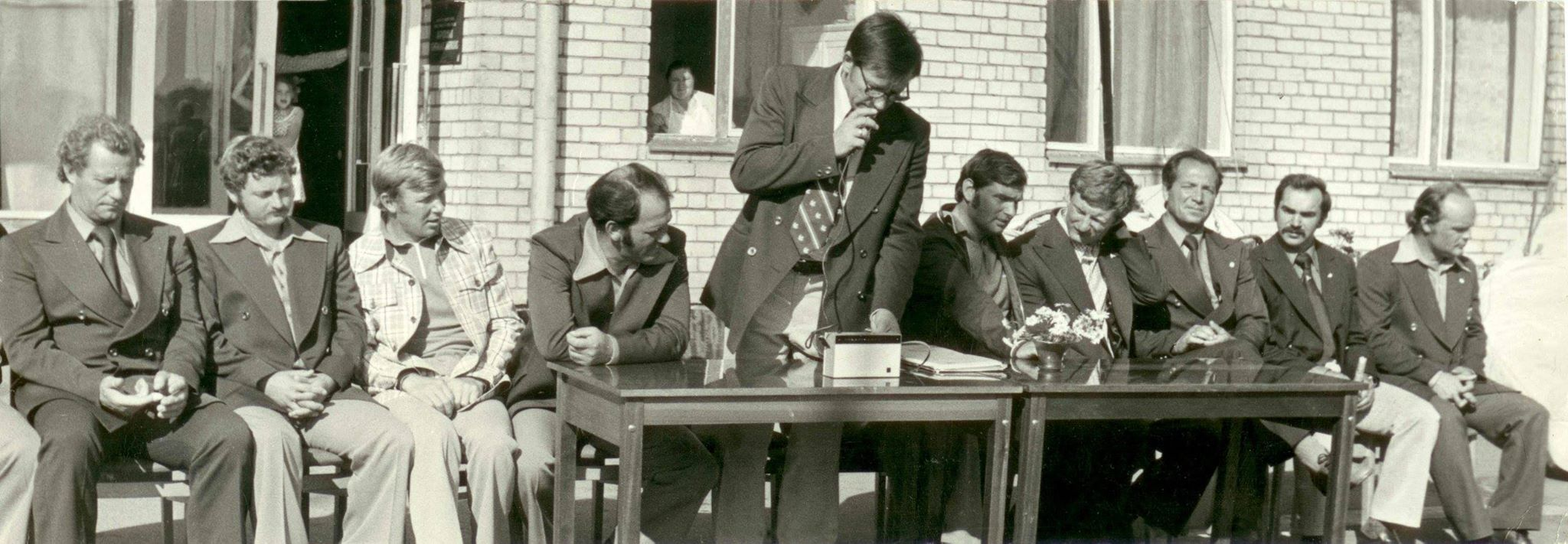
Отчёт Сборной СССР по парусному спорту после Олимпийских игр 1976. Слева - направо: Владимир Васильев, Владимир Леонтьев, Александр Потапов, Валентин Замотайкин, Юрий Пильчин - главный тренер, Андрей Балашов, Владислав Акименко, Валентин Манкин, Виктор Потапов, Борис Будников

Владимир Васильевич Васильев (28 ноября 1935, Ленинград, СССР — 28 января 2003, Клайпеда) — советский и литовский яхтсмен, мастер спорта СССР международного класса, участник трёх Олимпийских игр: 1964, 1972, 1976. Многократный чемпион СССР по парусному и буерному спорту.

## Биография
В 1958 году окончил Ленинградский кораблестроительный институт.
В парусной сборной СССР с 1960 по 1977 год. Шестикратный чемпион СССР: 2 раза в классе «Звёздный» (1963, 1971) и 4 раза в классе катамаранов «Торнадо» (1973—1976). Девятикратный чемпион СССР по буерному спорту в классе «20 м2» в 1964—1979 годах.
В Ленинграде работал инженером в НИИ Военно-морского флота (1958—1961) и на экспериментальной верфи спортивного судостроения (1961—1963). В Москве был офицером ВМФ, в Клайпеде — парусным мастером.
На летних Олимпийских Играх 1964 в Токио Васильев был запасным и участвовал в двух гонках шкотовым в экипаже Александра Шелковникова на "Летучем Голландце", выручая своего заболевшего товарища Виктора Пильчина. 
На летних Олимпийских играх 1972 был девятым в классе «Звёздный» вместе с рулевым Борисом Будниковым.
На летних Олимпийских играх 1976 был двенадцатым в классе «Торнадо» вместе со шкотовым Вячеславом Тинеевым.
С 1979 года по  приглашению Федерации парусного спорта Литовской Республики Владимир Васильев, покинув большой спорт, начал работать тренером в яхт-клубе города Клайпеда.
Скончался 28 января 2003 года. Похоронен в Клайпеде.